# Bharat Biotech
Bharat Biotech International Limited – indyjskie przedsiębiorstwo biotechnologiczne założone w 1996 roku.
Działalność przedsiębiorstwa koncentruje się na odkrywaniu i produkcji szczepionek, produktów bioterapeutycznych i produktów ochrony zdrowia.
Firma zatrudnia ponad 700 osób. Jej siedziba znajduje się w Hajdarabadzie.